# Túnel Engenheiro Carlos Marques Pamplona
El Túnel Engenheiro Carlos Marques Pamplona, también llamado en portugués como el "Mergulhão da Praça XV", fue un túnel ubicado en el barrio centro, en la zona central de la ciudad de Río de Janeiro, Brasil. Se ubicaba en el subsuelo de la Plaza Quince de Noviembre.
Fue inaugurado a fines de 1996, siendo cerrado definitivamente el 16 de febrero del 2014 para permitir la demolición del Elevado da Perimetral. Su función era llevar parte del tránsito proveniente de la Avenida Presidente Vargas hasta la Avenida Avenida Alfred Agache y viceversa.
El nombre del túnel es un homenaje a Carlos Marques Pamplona, quien actuó como ingeniero en la Secretaría Municipal de Obras de la Alcaldía de la ciudad. El Decreto N.º 27.957/2007, que dio el nombre del ingeniero al túnel fue firmado por el alcalde Cesar Maia el 21 de mayo del 2007.

## Historia
En la década de 1990, se construyeron vías subterráneas de tránsito bajo la Plaza XV, vías que constituían el túnel, a fin de permitir la circulación de peatones por la superficie. Las pistas subterráneas devolvieron toda la extensión de la plaza a los peatones que antes estaba cortada por la avenida Alfred Agache. Construido entre 1995 y 1996, el túnel tenía cuatro carriles, dos en sentido norte y dos en sentido sur, incluyendo dos terminales de omnibuses que contaban con baños químicos y escaleras eléctricas para su acceso.
En julio de 1997 comenzaron a operar ocho escaleras eléctricas utilizadas por quienes tomaban los buses en el túnel. Poco tiempo después de ser inaugurado, el túnel ya presentaba filtraciones y rajaduras en las paredes. Con la revitalización de la Zona Portuaria de Río de Janeiro, realizada en el contexto del Porto Maravilha, el túnel pasó a incorporar al Túnel Prefeito Marcello Alencar, inaugurado en 2016 y que une la avenida Rodrigues Alves al Aterro do Flamengo, perdiendo así su función original.